# ياماها سلايدر
ياماها سلايدر هي دراجة نارية ذات محرك بسعة 49cc، وهي من إنتاج شركة ياماها موتور.

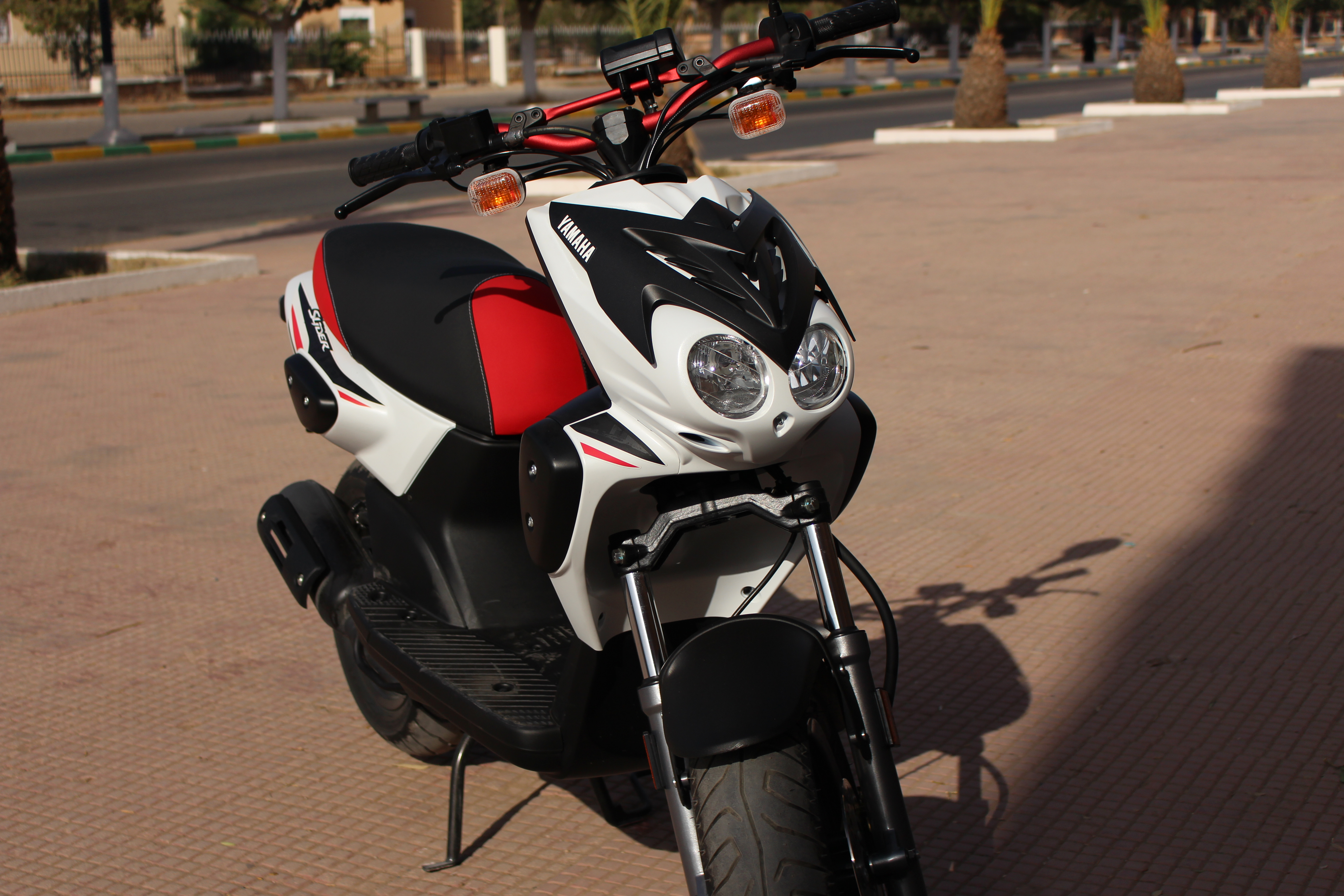
ياماها سلايدر

## الخصائص
تتميز سلايدر بتصميم يسمح بقيادتها بشكل سهل بالمقارنة مع حجم محركها الصغير 49cc، كما تتميز بسهولة قيادتها على مختلف أنواع الطرقات مما يزيد من عدد المستفيدين منها بحكم أن هذا النوع من الدراجات لا يستوجب الحصول على رخصة سياقة.
- النوع: سكوتر.
- خزان الوقود: 6.5 لتر.
- الوزن: 81 كيلوغرام.
- تشغيل المُحرك: كهربائي أو كيك.
- الفرامل: قوية 190 مم.
- عداد السرعة: ديجيتال.